# Raphaël Driesch
Pour les articles homonymes, voir Driesch.
Raphaël Driesch, né en 1973, connu également sous le nom de Vandendriessche, est un auteur français de bande dessinée. Il est aussi le frère de Florence Molinet, scénariste bd.

## Publications
- Kiss Me, 2005, éditions Le cycliste
- La route est droite mais la pente est forte, 2007, éditions Le cycliste